# بازار تجریش

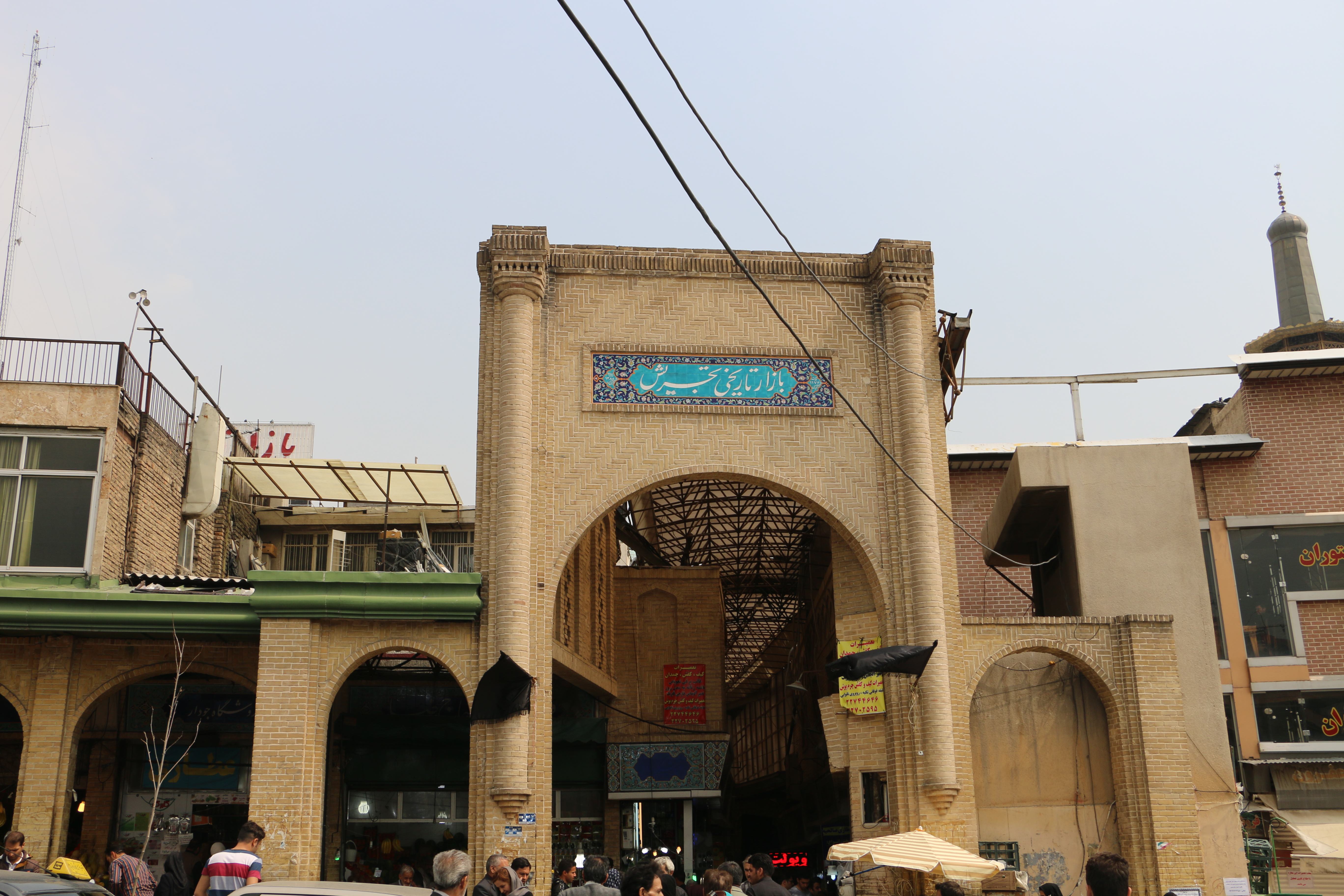
سر در بازار تجریش

بازار تجریش بازاری سرپوشیده در میدان تجریش، تهران است. این بازار از یک طرف به میدان تجریش، از سمت دیگر به امامزاده صالح و کوچه‌های اطراف آن راه دسترسی دارد. بازار تجریش از جمله قدیمی‌ترین مراکز خرید شمیران بوده و همچنان بافت قدیمی خود را حفظ کرده به طوری که حجره‌های معروف و قدیمی بازار هویت خود را از دست نداده‌اند. این بازار که در واقع نمونه کوچکی از بازار تهران است، به صورت سرپوشیده ساخته شده و دو محله سرپل و تجریش را به هم وصل می‌کند. تکیه بزرگ تجریش یکی از قدیمی‌ترین تکیه‌های شهر تهران در این بازار واقع شده‌است. بازار تجریش مثل بازارهای سنتی دارای مسجد و حسینیه است و از سوقهای کوچکی تشکیل شده. این بازار همچنین دارای یک میدان سرپوشیده میوه و تره‌بار است.